# Cees Becht

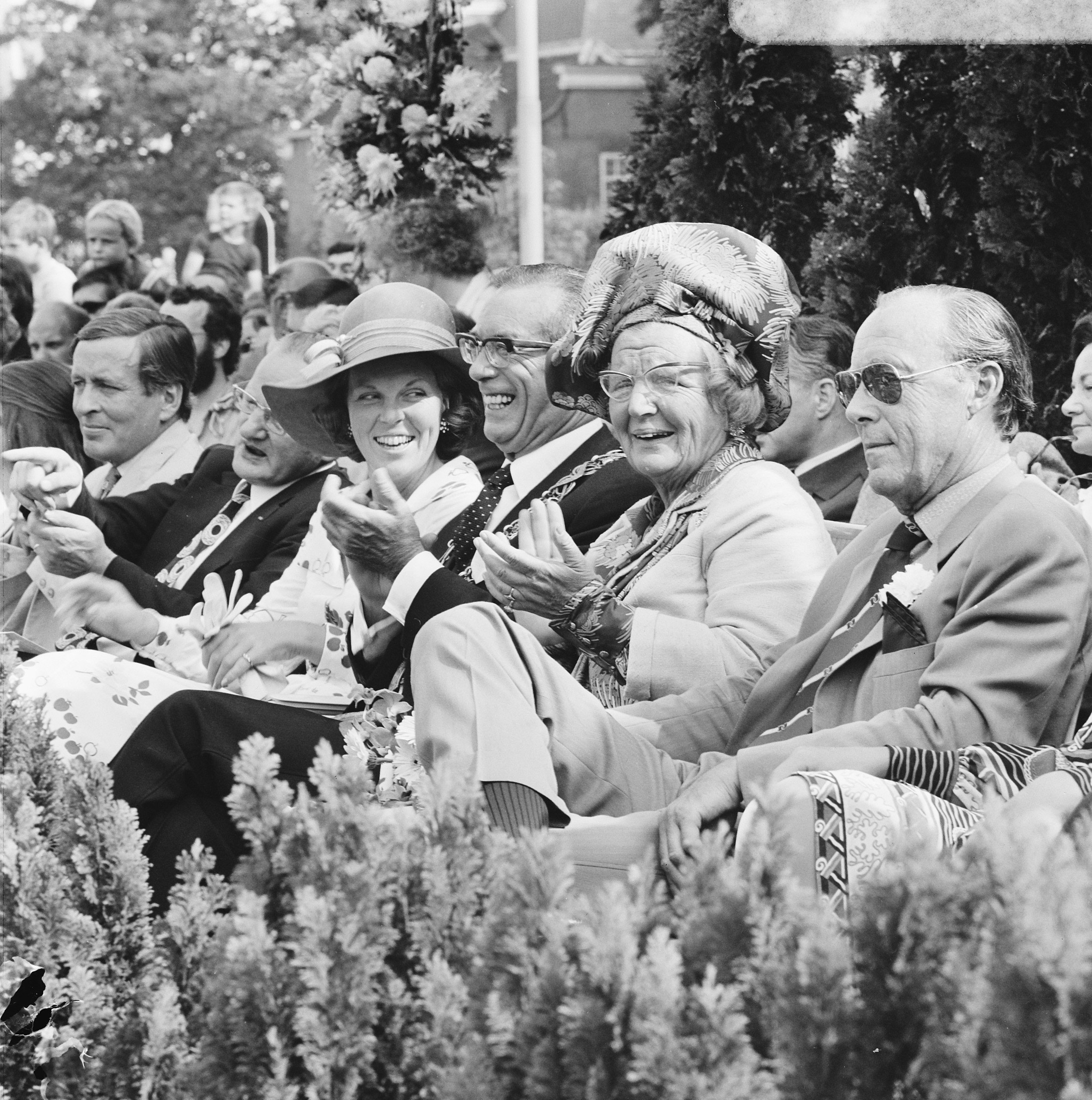
Becht met de Oranjes in Tilburg (1973)

Cornelis Johannes Gerardus (Cees) Becht (Bergen op Zoom, 20 januari 1910 - Tilburg, 31 maart 1982) was een Nederlandse ambtenaar en politicus. Hij was fungerend burgemeester van Soerabaja, burgemeester van Vaals, Kerkrade en Tilburg en voorzitter van verschillende door het Rijk ingestelde commissies waaronder in 1975-1977 de Commissie Rivierdijken. Hij is vooral bekend als oud-burgemeester van Tilburg, waar hij de bijnaam "Cees de Sloper" kreeg.

## Biografie

### Jeugd
Cees Becht werd geboren als zoon van Jacobus Cornelis Becht (1880-1966), boekhouder en onderwijzer, en Wilhelmina Johanna van Hooff (1881-1920). Zijn moeder overleed toen hij 10 jaar oud was. Zijn vader hertrouwde in 1922 met Johanna Antonia Catharina van der Meeren (1895-1945).
Na de lagere school haalde Becht in 1928 het eindexamen HBS-B. Hij werkte korte tijd bij de N.V. Becht & Zn. in Bergen op Zoom, een distilleerderij en likeurstokerij die door zijn ooms werd gerund. Het openbaar bestuur trok hem echter en Becht meldde zich aan voor de vergelijkende examens voor kandidaat Indisch bestuursambtenaar. In 1929 begon hij de studie indologie te Utrecht. Deze sloot hij in 1933 af met het economisch doctoraal examen. Vanwege de Grote Depressie werd hij op wachtgeld gesteld. In 1934 haalde hij ook het doctoraal examen Indisch recht.

### Huwelijk, vertrek naar Nederlands-Indië
Op 27 februari 1935 trouwde hij met Anna Cornelia Antonia van Eekelen, en in maart vertrok het echtpaar naar het toenmalige Nederlands-Indië, waar Becht als aspirant-controleur binnenlands bestuur in Jogjakarta begon. In 1937 werd hij zelfstandig controleur in Goenoeng Kidoel, en in 1941 werd Becht controleur 1ste klasse in Wates, een veel groter district in de buurt van Jogjakarta.

### Jappenkampen en burgemeesterschap Soerabaja
Na de capitulatie van het Nederlands-Indische leger in maart 1942 bleef Becht net als de meeste collega's nog bijna anderhalve maand in functie. Op 22 april werd hij geïnterneerd. Hij overleefde verschillende kampen en gevangenissen in de daarop volgende drie en een half jaar. Na zijn bevrijding in september 1945 stelde hij zich beschikbaar voor vrijwilligerswerk bij het Rode Kruis. In oktober 1945 werd hij opnieuw geïnterneerd, nu door Indonesische nationalisten. Weer bevrijd in november 1945 hervatte Becht begin februari 1946 zijn werk als ambtenaar binnenlands bestuur te Soerabaja.
Hij wijdde zich aan het herstel van het Nederlands bestuur over Soerabaja en de organisatie van de distributie. In oktober 1948 werden verkiezingen gehouden voor de gemeenteraad van Soerabaja; deze werd op 5 november als eerste op Java geïnstalleerd. Twee dagen eerder was Becht met terugwerkende kracht tot 27 augustus 1948 tot fungerend burgemeester van de stad benoemd. Dit was een combinatie van de functie burgemeester naar Indisch recht - met minder bevoegdheden dan een Nederlandse burgemeester - en de functie ambtenaar binnenlands bestuur. Tot 1 maart 1949 was hij fungerend burgemeester van Soerabaja. Daarna vertrok hij met periodiek verlof naar Nederland, maar toen Nederland kort daarna de in 1945 uitgeroepen onafhankelijkheid van Indonesië erkende, was terugkeer niet meer mogelijk.

### Burgemeester in Nederland
Hij werd in mei 1950 benoemd tot burgemeester van Vaals, vervolgens in augustus 1951 tot burgemeester van Kerkrade. Op 20 juli 1957 volgde zijn benoeming tot burgemeester van Tilburg, wat hij tot 30 januari 1975 is gebleven.

### Herinrichting Tilburgse binnenstad en bijnaam:Cees de Sloper
In 1959 presenteerde Becht het 'Achtjarenplan' of '72-miljoen-plan', dat onder meer voorzag in grootschalige veranderingen in het centrum van Tilburg. Het centrum moest beter ontsloten worden voor het autoverkeer door middel van vierbaanswegen. Bovendien moest het centrum een grotere regionale uitstraling krijgen. Het centrum werd ingrijpend veranderd en vele markante en historische gebouwen werden gesloopt, waaronder het monumentale 19e-eeuwse stadhuis op de Markt en het oude station aan de Spoorlaan. Hele straten werden gesloopt en vervangen door grootschalige hoogbouw volgens plannen van het architectenbureau Van den Broek en Bakema. Veel Tilburgers waren het met deze rigoureuze aanpak niet eens en gaven Becht de bijnaam "Cees de Sloper". In zijn ambtsperiode vond ook een aanzienlijke stadsuitbreiding plaats.

### Nevenactiviteiten en overlijden
Naast het burgemeesterschap heeft Becht vele andere functies vervuld. Van 1964 tot 1977 was hij voorzitter van het Productschap voor Bier. In 1975-1977 was hij voorzitter van de door de regering ingestelde Commissie Rivierdijken en andere commissies. Op 31 maart 1982 overleed Becht na een slopende ziekte in het Tilburgse St. Elisabeth Ziekenhuis.